# Пробовідбирач щілинний

Пробовідбирач щілинний рос. щелевой пробоотборник, англ. slot sampler, нім. Schlitz-Probe(ent)nahmegerät n, Probe(ent)nahmegerät n mit geschlitztem Entnahmerohr – пробовідбирач, призначений для відбору проб з потоку пульпи, що містить зерна крупністю не більше 3 мм. Одне з конструктивних виконань – поворотний ківш з щілинним отвором, який монтується в трубопроводі і призначений для відбору проби пульпи з потоку.
Пробовідбирач (рис.) складається з вертикального корпуса 2 з фланцями для приєднання до пульпопроводу 1 і пробовідсікача 3, що обертається в горизонтальній площині на полому валу 4. Потік пульпи періодично перетинається секторним відсікачем, при цьому порція пульпи проходить через щілину відсікача у сектор і далі по полому валу надходить у збірник 5. Щілинні пробовідбирачі функціонують у автоматичному режимі. 

## Див.також
- Пробовідбирач баровий
- Пробовідбирач глибинний
- Пробовідбирач донний
- Пробовідбирач ківшевий
- Пробовідбирач лотковий
- Пробовідбирач маятниковий
- Пробовідбирач скреперний
- Пробовідбирач у нафтовій геології